# Ponticola kessleri
Ponticola kessleri es una especie de peces de la familia de los Gobiidae en el orden de los Perciformes.

## Distribución geográfica
Se encuentra Bulgaria, Moldavia, Rumanía y Ucrania.

## Observaciones
Es inofensivo para los humanos.